# Carlos Alberto Moratorio
Carlos Alberto Moratorio (La Cruz, 10 de noviembre de 1929-Tandil, 7 de marzo de 2010) fue un deportista y militar argentino dedicado a la equitación. Con su caballo Chalán, fue el primer campeón mundial de la historia en la primera edición del Campeonato Mundial de Concurso Completo de 1966 realizado en Burghley, Inglaterra. En 1962, obtuvo el título sudamericano de Prueba Completa en San Pablo, Brasil. En 1963, se adjudicó la medalla de bronce en los Juegos Panamericanos realizados en esa misma ciudad.
Obtuvo la medalla de plata en los Juegos Olímpicos de Tokio 1964 en las pruebas de adiestramiento, resistencia y saltos.
En los Juegos Olímpicos de México 1968, fue el abanderado de la delegación argentina en la ceremonia de apertura.
En 1964 recibió el Premio Olimpia de oro, en 1980 el Premio Konex de Platino como el mejor exponente de Argentina en equitación y en 2010 el Premio Olimpia del Bicentenario como el mejor deportista en equitación de la historia en Argentina.

## Medalla de plata en los Juegos Olímpicos de 1964

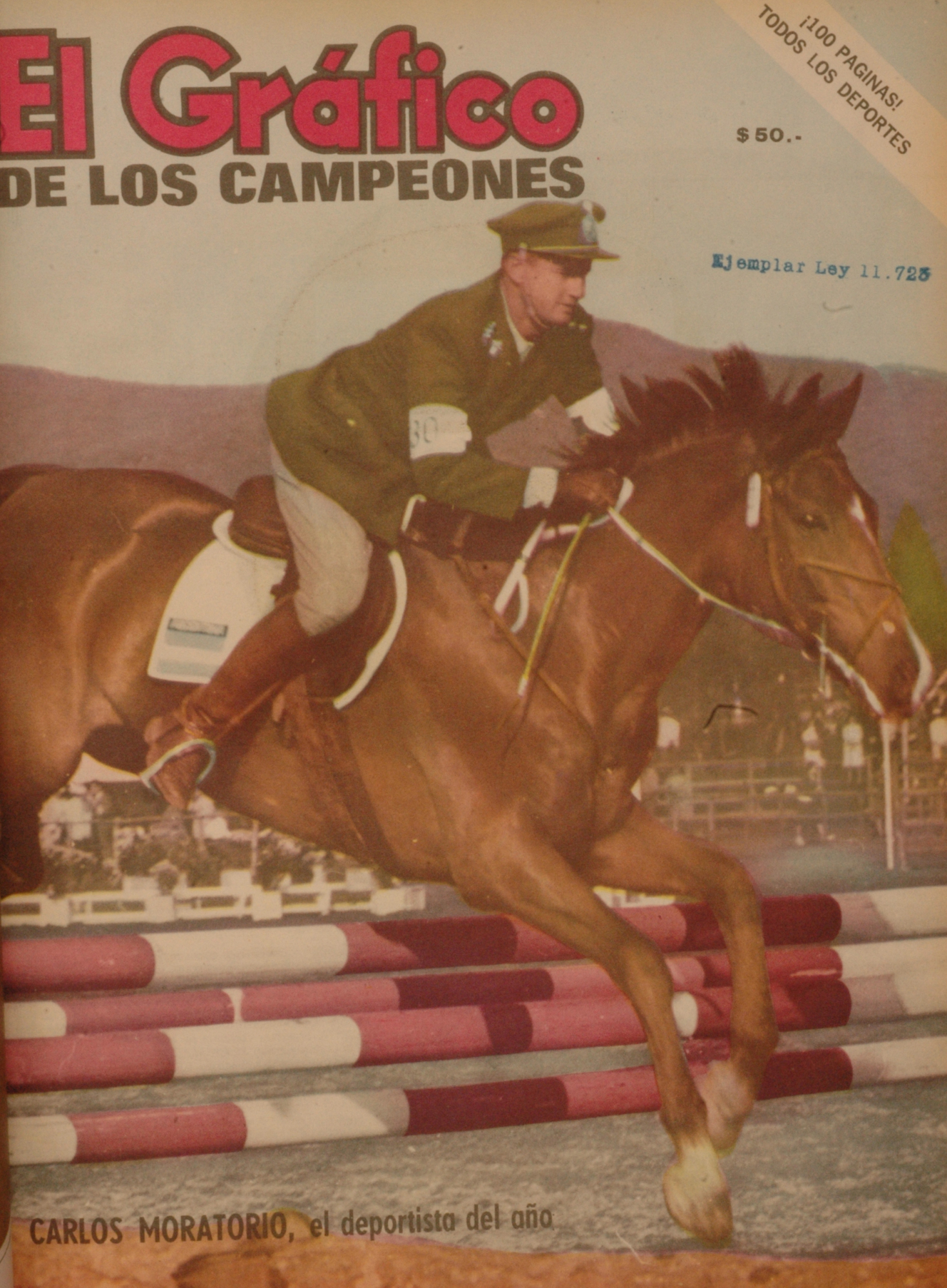
Moratorio en 1965.

Carlos Moratorio, montando a Chalán, obtuvo en 1964 en el concurso completo o prueba de tres días de equitación, la única medalla obtenida por Argentina en los Juegos Olímpicos de Tokio 1964 y la única obtenida por la equitación en la historia olímpica argentina.
La Prueba de Tres Días se realizaba en 1964 siguiendo un formato definido en París 1924, con varias diferencias de desarrollo y puntaje con respecto al actual. Al igual que hoy la prueba se desarrollaba en tres días consecutivos, con el siguiente orden:
- Adiestramiento o Doma Clásica (dressage)
- Cross-country
- Salto

La disciplina de Cross-country estaba integrada por cinco fases:
- A) rutas cortas y senderos;
- B) Steeplechase o prueba de obstáculos;
- C) rutas largas y senderos;
- D) Cross-country (propiamente dicho);
- E) Galope de una milla y cuarto en terreno llano. Esta última fase sería eliminada en 1967.[2]

De acuerdo a una regla introducida en 1963, luego de la fase C, la competencia se detenía 10 minutos para que el caballo fuera examinado por un veterinario a fin de determinar si podía continuar.
El sistema de puntuación también era distinto al actual, basado en un sistema de penalidades en el que gana el que menor puntaje final ha sumado. En aquel momento el sistema era más complejo: en Adiestramiento el puntaje obtenido era convertido en puntos negativos que debían ser restados en la suma total; en las fases A, C y E del cross-country, así como en el salto, el objetivo era mantenerse en cero, sin sumar penalidades; y en las fases B (Steeplechase) y D (cross-country propiamente dicho) del Cross-country, el objetivo era sumar la mayor cantidad de puntos posible, mediante el recurso de no cometer penalidades y sumar puntos bonus al realizar las pruebas en menor tiempo que el estipulado. Resultaba triunfador el jinete con mayor puntuación total.
En la jornada inicial (Adiestramiento), obtuvo el segundo mejor puntaje (-42,0), siendo solo superado por el alemán Fritz Ligges (-32) y el británico Reuben Jones (-35), su desempeño en esta prueba resultaría decisiva para obtener la medalla de plata.
En la segunda jornada (Cross-country), no cometió faltas en las fases A, C y E (al igual que la mayoría de los competidores) y obtuvo 35,20 puntos en la fase B (Steeplechase), cuando el máximo fue 37,60. Con ese desempeño Moratorio se mantenía tercero en la competición, 9,4 puntos debajo de Jones y 4,4 puntos debajo de Ligges.
La fase D (cross-country propiamente dicho) modificó sustancialmente las posiciones. Moratorio obtuvo 63,20 puntos, lo que le permitió mantener el tercer puesto. Pero el británico Richard Meade y el italiano Mauro Ceccholi obtuvieron 80,80 puntos, que los ubicaron primero y segundo, respectivamente. Por su parte, Ligges (56 pts.) y Jones (53,6 pts.) no alcanzaron el puntaje necesario para mantenerse sobre Moratorio. Finalmente, la fase E fue realizada sin faltas por todos los competidores menos uno. De esa manera, llegó tercero a la última jornada (Salto), separado por 9,33 puntos de Meade y 8 puntos detrás de Ceccholi, y apenas dos décimas delante de Jones. Pero en tanto que Ceccholi y Moratorio realizaron la prueba de salto sin errores, Meade sumó 36 puntos de penalidad y Jones 30 puntos de penalidad, excluyendo a ambos de toda posibilidad de medalla y permitiéndole a Moratorio llegar al segundo lugar y ganar la medalla de plata.
| Prueba de Tres Días individual. 1964                              | Prueba de Tres Días individual. 1964 | Prueba de Tres Días individual. 1964 | Prueba de Tres Días individual. 1964 | Prueba de Tres Días individual. 1964 |
|                                                                   | Jinete                               | País                                 | Puntaje                              |                                      |
| ----------------------------------------------------------------- | ------------------------------------ | ------------------------------------ | ------------------------------------ | ------------------------------------ |
| 1                                                                 | Mauro Checcoli                       | Italia                               | 64,40                                |                                      |
| 2                                                                 | Carlos Alberto Moratorio             | Argentina                            | 56,40                                |                                      |
| 3                                                                 | Fritz Ligges                         | Alemania                             | 49,20                                |                                      |
| 4                                                                 | Michael Owen Page                    | Estados Unidos                       | 47,40                                |                                      |
| 5                                                                 | Anthony Cameron                      | Irlanda                              | 46,53                                |                                      |
| 6                                                                 | Horst Karsten                        | Alemania                             | 36,00                                |                                      |
| Fuente: Tokio 1964, Olympic results, Wyniki igrzyzk olimpijskich. |                                      |                                      |                                      |                                      |

## Diploma olímpico en 1964
En los Juegos Olímpicos de Tokio 1964, Moratorio obtuvo diploma olímpico en la Prueba de Tres Días por equipo, con Elvio José Flores, Juan Carlos Gesualdi y Julio Efraín Henri. Moratorio aportó los 56,40 puntos logrados en la prueba individual, en tanto que Flores sumó 2,73 y Gesualdi tuvo -88,47; Henri no finalizó la prueba (dnf). La suma de los tres mejores puntajes llevó al resultado final de -34,80, que estableció al equipo en 6.º lugar.

## Campeonato Mundial de 1966
En el primer Campeonato Mundial de Concurso Completo realizado en Burghley, Inglaterra en 1966, se consagró campeón mundial en la prueba individual y subcampeón en la prueba por equipos, siempre montando a Chalán.
En la prueba individual superó por amplio margen a sus competidores con el siguiente resultado:
| Prueba de Tres Días individual. 1966 | Prueba de Tres Días individual. 1966 | Prueba de Tres Días individual. 1966 | Prueba de Tres Días individual. 1966 | Prueba de Tres Días individual. 1966 | Prueba de Tres Días individual. 1966 |
|                                      | Jinete                               | Monta                                | País                                 | Puntaje                              |                                      |
| ------------------------------------ | ------------------------------------ | ------------------------------------ | ------------------------------------ | ------------------------------------ | ------------------------------------ |
| 1                                    | Carlos Alberto Moratorio             | Chalán                               | Argentina                            | 63,10                                |                                      |
| 2                                    | Richard Meade                        | Barberry                             | Reino Unido                          | 46.60                                |                                      |
| 3                                    | Virginia Freeman-Jackson             | Sam Weller                           | Irlanda                              | 41,60                                |                                      |
| Fuente: Eventing World Championship  |                                      |                                      |                                      |                                      |                                      |

En la prueba por equipos, Moratorio formó equipo con el teniente Roberto Pistarini, Ludovico Fusco y Enrique Sztyrle. Solo Irlanda y Argentina lograron finalizar la prueba, correspondiendo la medalla de oro para el equipo irlandés, que superó con amplitud en puntos, al argentino.
| Prueba de Tres Días en equipo. 1966 | Prueba de Tres Días en equipo. 1966                                       | Prueba de Tres Días en equipo. 1966      | Prueba de Tres Días en equipo. 1966 | Prueba de Tres Días en equipo. 1966 | Prueba de Tres Días en equipo. 1966 |
|                                     | Jinetes                                                                   | Montas                                   | País                                | Puntaje                             |                                     |
| ----------------------------------- | ------------------------------------------------------------------------- | ---------------------------------------- | ----------------------------------- | ----------------------------------- | ----------------------------------- |
| 1                                   | Virginia Freeman-Jackson Eddie Boylan Penelope Moreton Tom Brennan        | Sam Weller Durlas Eile Loughlin Kilkenny | Irlanda                             | 80,40                               |                                     |
| 2                                   | Carlos Alberto Moratorio Roberto Pistarini Ludovico Fusco Enrique Sztyrle | Chalán Desidia Gatopardo Hijo Manso      | Argentina                           | 213,80                              |                                     |
| Fuente: Eventing World Championship |                                                                           |                                          |                                     |                                     |                                     |